# Samotność po zmierzchu
Samotność po zmierzchu – album Ani Dąbrowskiej wydany w 2004 roku. Nagrania dotarły do 1. miejsca listy OLiS.

## Ogólne informacje
Jest to debiutancka płyta wokalistki. Została wyprodukowana przez Bogdana Kondrackiego i stanowiła połączenie popu, soulu i muzyki chilloutowej. Promowało ją pięć piosenek, z których największym sukcesem okazały się single „Tego chciałam”, „Charlie, Charlie” oraz „Inna”.
Album odniósł wielki sukces, czyniąc z Ani jedną z najpopularniejszych polskich wokalistek. Zebrał przychylne recenzje i przez 41 tygodni znajdował się na liście najlepiej sprzedających się albumów w Polsce. Został nagrodzony Fryderykiem w kategorii „Album roku pop”. 17 grudnia 2004 roku osiągnął status złotej płyty za sprzedaż przekraczającą 35 000 egzemplarzy. Dzięki wysokiej sprzedaży płyty Ania Dąbrowska zajęła trzecie miejsce podczas koncertu TOP festiwalu TOPtrendy 2005. Dotychczas album Samotność po zmierzchu rozszedł się w nakładzie ponad 40 000 egzemplarzy.
Jeszcze w 2004 roku ukazały się dwie reedycje albumu. Bonusem na pierwszej była piosenka „Glory”. Natomiast 22 października została wydana dwupłytowa edycja specjalna albumu, na której znalazły się wersje demo, nagrania wcześniej niewydane oraz teledyski.

## Lista utworów

### Wersja podstawowa (CD 1)
1. „Pamiętać chcę” - 3:41
2. „Tego chciałam” - 2:59
3. „Nie ma nic w co mógłbyś wierzyć” - 4:25
4. „Charlie, Charlie” - 2:59
5. „Czy ktoś spytać chce czemu stało się tak” - 3:37
6. „Nie mogę cię zapomnieć” - 3:21
7. „Zima '81” - 5:28
8. „Gangsta” - 3:47
9. „Tylko słowa zostały” - 3:23
10. „Inna” - 5:36
11. „Glory” - 4:18[9]
12. „Souvenir” (Ania vs QBX) – 3:47

### Edycja specjalna (CD 2)
1. „Inna” (Radio version)
2. „Pamiętać chcę” (Version 1)
3. „Tego chciałam” (Version 1)
4. „Charlie, Charlie” (Version 1)
5. „Historyjka” (Waco version)
6. „Glory” (Acoustic version)
7. „Gangsta” (Instrumental version 1)
8. „Czy ktoś spytać chce czemu stało się tak” (Jedynka version)
9. „Inna” (Swing version)
10. „Spokój w niej” (Bogdan version)
11. „I See” (Full version)
12. „Glory” (Opole version)

Teledyski:
1. „Glory"
2. „Nie ma nic w co mogłbyś wierzyć"